# عبر إيبودرومو
عبر إيبودرومو هو شارع في وسط ميلانو من ضواحي ميلانو يقع في الجزء الغربي من المدينة، وينتمي إلى بلديات ميلانو في مقاطعة سان سيرو، والتي تعد عبر إيبودرومو مع بيازال سيلينانت أحد مراكز التقارب الرئيسية في السابق، تم ضم منطقة من حقول الفلاحين التي تنتمي إلى كوربي سانتي، والتي كانت تعتبر تاريخيًا خارج مدينة ميلانو وأسوارها، إلى مدينة ميلان في 1873.

## التاريخ
في الثمانينيات، أدت الطفرة في المضاربة العقارية إلى تشييد المباني والفيلات في الشارع، بتكلفة منخفضة، دون قيمة معمارية معينة، الأمر الذي سعت إلى الانتعاش مع وجود حاجة للاعبين الذين وصلوا لتوهم إلى ميلانو، للذهاب إلى الاستاد القريب، ثم تحويل الحي إلى حي يهودي قبل كل شيء من أوائل العقد الأول من القرن الحالي ومع زيادة ظاهرة الهجرة من إفريقيا وأمريكا الجنوبية
ن وجود الاستاد المخصص لمسابقات الرياضة والغناء عدة مرات في الأسبوع يمنع تمامًا أي حركة بالسيارة في الشارع في أوقات معينة، مما ينتج عنه ضوضاء عالية حتى في الليل.
كتب جيان باولو نوفولاتي وأليساندرا تيرينزي، أساتذة علم الاجتماع والبحوث الاجتماعية في بيكوكا في بحث حول «نوعية الحياة في منطقة الإسكان الاجتماعي في سان سيرو». «هناك العديد من السكان الذين يقرنون منطقتهم بالبعد الحدودي: حدود واضحة وملموسة، على الصعيدين المادي والاجتماعي»